# Cercle d'Abeïbara
Le cercle d'Abeïbara est une collectivité territoriale malienne, dans la région de Kidal.
Il compte 3 communes : Abeïbara, Boghassa et Ténzawatène.